# Lista de países por liberdade econômica
Este artigo inclui uma lista parcial de países por liberdade econômica que exibe os 50 primeiros no topo do ranking, baseados em dois relatórios.

Index of Economic Freedom, 2023. Fonte: Heritage Foundation e The Wall Street Journal

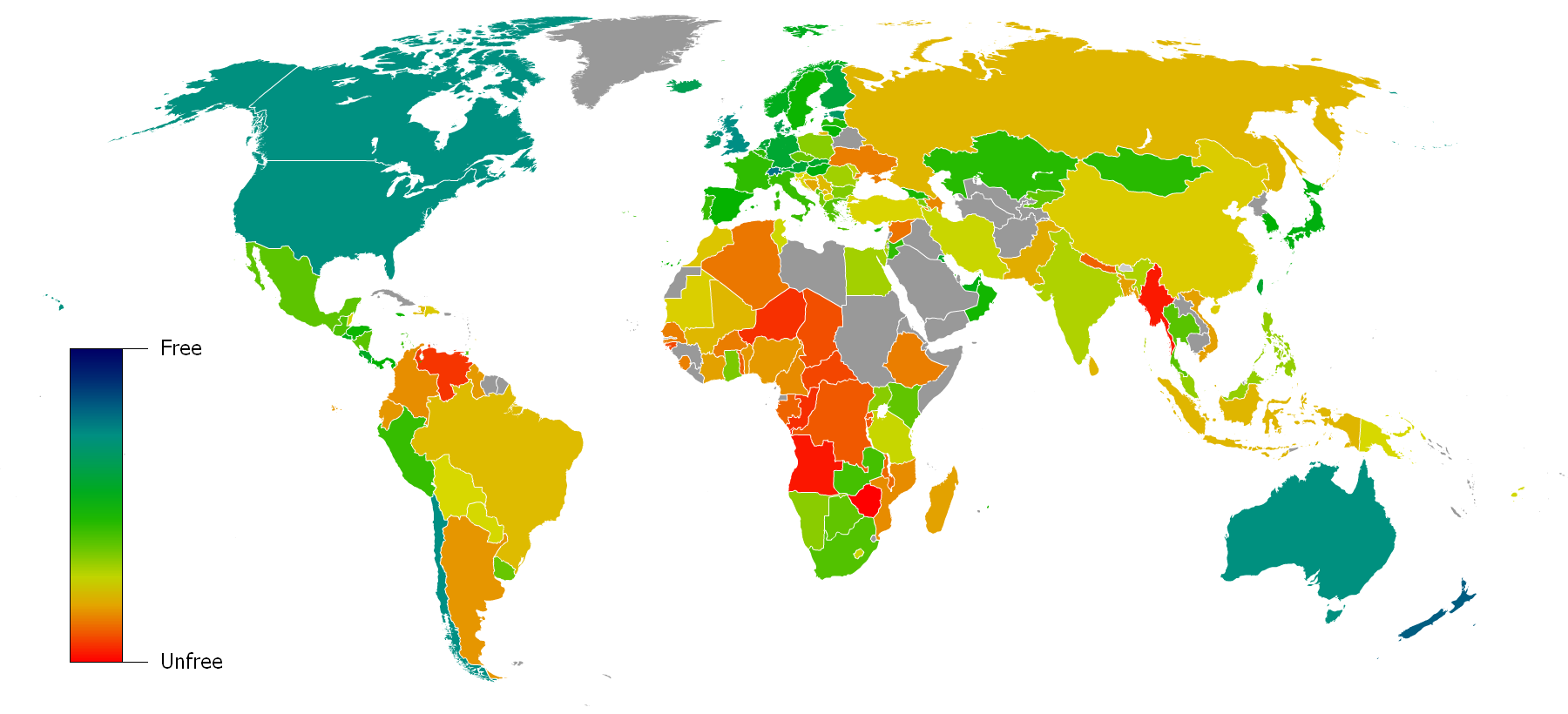
Economic Freedom of the World Index, 2008. Fonte: Fraser Institute

- O Economic Freedom of the World Index (Índice de Liberdade Econômica do Mundo) é um relatório publicado pelo Fraser Institute junto com a Economic Freedom Network, um grupo de institutos educacionais e de pesquisa independente em 90 nações e territórios no mundo inteiro.

- O Índice de Liberdade Econômica é um relatório anual publicado pela Heritage Foundation e The Wall Street Journal. Os países são avaliados como free (livre), mostly free (majoritariamente livre), moderately free (moderadamente livre), mostly unfree (majoritariamente não-livre) e repressed (repressivo).[1]

| Posição | País                   | Valor |
| ------- | ---------------------- | ----- |
| 1       | Hong Kong              | 8.97  |
| 2       | Singapura              | 8.73  |
| 3       | Nova Zelândia          | 8.49  |
| 4       | Suíça                  | 8.30  |
| 5       | Emirados Árabes Unidos | 8.07  |
| 6       | Ilhas Maurícias        | 8.01  |
| 7       | Finlândia              | 7.98  |
| 8=      | Bahrein                | 7.93  |
| 8=      | Canadá                 | 7.93  |
| 10      | Austrália              | 7.88  |
| 11      | Chile                  | 7.87  |
| 12      | Reino Unido            | 7.85  |
| 13      | Jordânia               | 7.81  |
| 14      | Dinamarca              | 7.78  |
| 15      | Taiwan                 | 7.77  |
| 16      | Estónia                | 7.76  |
| 17      | Estados Unidos         | 7.73  |
| 18      | Chipre                 | 7.72  |
| 19      | Alemanha               | 7.68  |
| 20      | Irlanda                | 7.66  |
| 21      | Malta                  | 7.65  |
| 22      | Peru                   | 7.64  |
| 23=     | Catar                  | 7.62  |
| 23=     | Armênia                | 7.62  |
| 25=     | Geórgia                | 7.61  |
| 25=     | Lituânia               | 7.61  |
| 27=     | Áustria                | 7.59  |
| 27=     | Hungria                | 7.59  |
| 29      | Suécia                 | 7.58  |
| 30      | Países Baixos          | 7.57  |
| 31      | Noruega                | 7.56  |
| 32      | Espanha                | 7.53  |
| 33=     | Japão                  | 7.50  |
| 33=     | Coreia do Sul          | 7.50  |
| 35      | Luxemburgo             | 7.49  |
| 36=     | Ruanda                 | 7.46  |
| 36=     | Eslováquia             | 7.46  |
| 38      | Líbano                 | 7.41  |
| 39      | Bahamas                | 7.40  |
| 40      | França                 | 7.38  |
| 41      | Islândia               | 7.37  |
| 42      | Bélgica                | 7.36  |
| 43      | Uruguai                | 7.35  |
| 44      | Portugal               | 7.34  |
| 45      | Roménia                | 7.32  |
| 46=     | Omã                    | 7.31  |
| 46=     | Albânia                | 7.27  |
| 48      | Bulgária               | 7.26  |
| 49=     | Israel                 | 7.26  |
| 49=     | Montenegro             | 7.26  |

| Posição | País                   | Valor |
| ------- | ---------------------- | ----- |
| 1       | Singapura              | 83.9  |
| 2       | Suíça                  | 83.8  |
| 3       | Irlanda                | 82.0  |
| 4       | Taiwan                 | 80.7  |
| 5       | Nova Zelândia          | 78.9  |
| 6       | Estónia                | 78.6  |
| 7       | Luxemburgo             | 78.4  |
| 8       | Países Baixos          | 78.0  |
| 9       | Dinamarca              | 77.6  |
| 10      | Suécia                 | 77.5  |
| 11      | Finlândia              | 77.1  |
| 12      | Noruega                | 76.9  |
| 13      | Austrália              | 74.8  |
| 14      | Alemanha               | 73.7  |
| 15      | Coreia do Sul          | 73.7  |
| 16      | Canadá                 | 73.7  |
| 17      | Letônia                | 72.8  |
| 18      | Chipre                 | 72.3  |
| 19      | Islândia               | 72.2  |
| 20      | Lituânia               | 72.2  |
| 21      | Chéquia                | 71.9  |
| 22      | Chile                  | 71.1  |
| 23      | Áustria                | 71.1  |
| 24      | Emirados Árabes Unidos | 70.9  |
| 25      | Estados Unidos         | 70.6  |
| 26      | Ilhas Maurícias        | 70.6  |
| 27      | Uruguai                | 70.2  |
| 28      | Reino Unido            | 69.9  |
| 29      | Barbados               | 69.8  |
| 30      | Portugal               | 69.5  |
| 31      | Japão                  | 69.3  |
| 32      | Bulgária               | 69.3  |
| 33      | Eslováquia             | 69.0  |
| 34      | Israel                 | 68.9  |
| 35      | Geórgia                | 68.7  |
| 36      | Catar                  | 68.6  |
| 37      | Eslovênia              | 68.5  |
| 38      | Samoa                  | 68.3  |
| 39      | Jamaica                | 68.1  |
| 40      | Polónia                | 67.7  |
| 41      | Malta                  | 67.5  |
| 42      | Malásia                | 67.3  |
| 43      | Bélgica                | 67.1  |
| 44      | Peru                   | 66.5  |
| 45      | Costa Rica             | 66.5  |
| 46      | Croácia                | 66.4  |
| 47      | Cabo Verde             | 65.8  |
| 48      | Brunei                 | 65.7  |
| 49      | Albânia                | 65.3  |
| 50      | Armênia                | 65.1  |